# Declaració d'Independència d'Ucraïna
L'acta de Declaració d'Independència d'Ucraïna (en ucraïnès: Акт проголошення незалежності України) va ser adoptada pel parlament d'Ucraïna el 24 d'agost de 1991. La llei va restablir la independència estatal d'UcraïnaAnteriorment, el 16 de juliol de 1990, el parlament ja havia aprovat la Declaració de Sobirania Estatal d'Ucraïna per 355 vots a favor i 4 en contra.

## Adopció
L'acta es va adoptar després de l'intent de cop d'estat a la Unió Soviètica el 19 d'agost de 1991, quan els líders comunistes de línia dura van intentar restablir el control Comitè Central del Partit Comunista de la Unió Soviètica. En resposta a una tensa sessió extraordinària d'11 hores, la Rada Suprema (parlament) de la República Socialista Soviètica d'Ucraïna, en una sessió especial de dissabte, va aprovar de manera aclaparadora l'Acta de Declaració. La Llei es va aprovar amb 321 vots a favor, 2 en contra i 6 abstencions (de 360 assistents). El text va ser redactat principalment durant la nit del 23 al 24 d'agost principalment per Levkò Lukiànenko, Serhí Holovati, Mikhailo Horin i Viatxeslav Txornovil.
El Partit Comunista d'Ucraïna (PCU), sota la persuasió entre bastidors pel seu company del partit i president de la Rada Suprema Leonid Kravchuk, es va sentir obligat a donar suport a la Llei per tal de distanciar-se del cop d'estat. El primer secretari del partit comunista d'Ucraïna, Stanislav Hurenko, va argumentar que seria un desastre si el PCU no recolzés la independència. Els membres del PCU havien estat nerviosos per la notícia de la detenció de l'antic líder del partit Vladímir Ivaixko a Moscou, la re-subordinació de l'exèrcit soviètic sota els líders de la República Socialista Federativa Soviètica de Rússia, i la confirmació a les instal·lacions del Comitè Central del Partit Comunista de la Unió Soviètica.

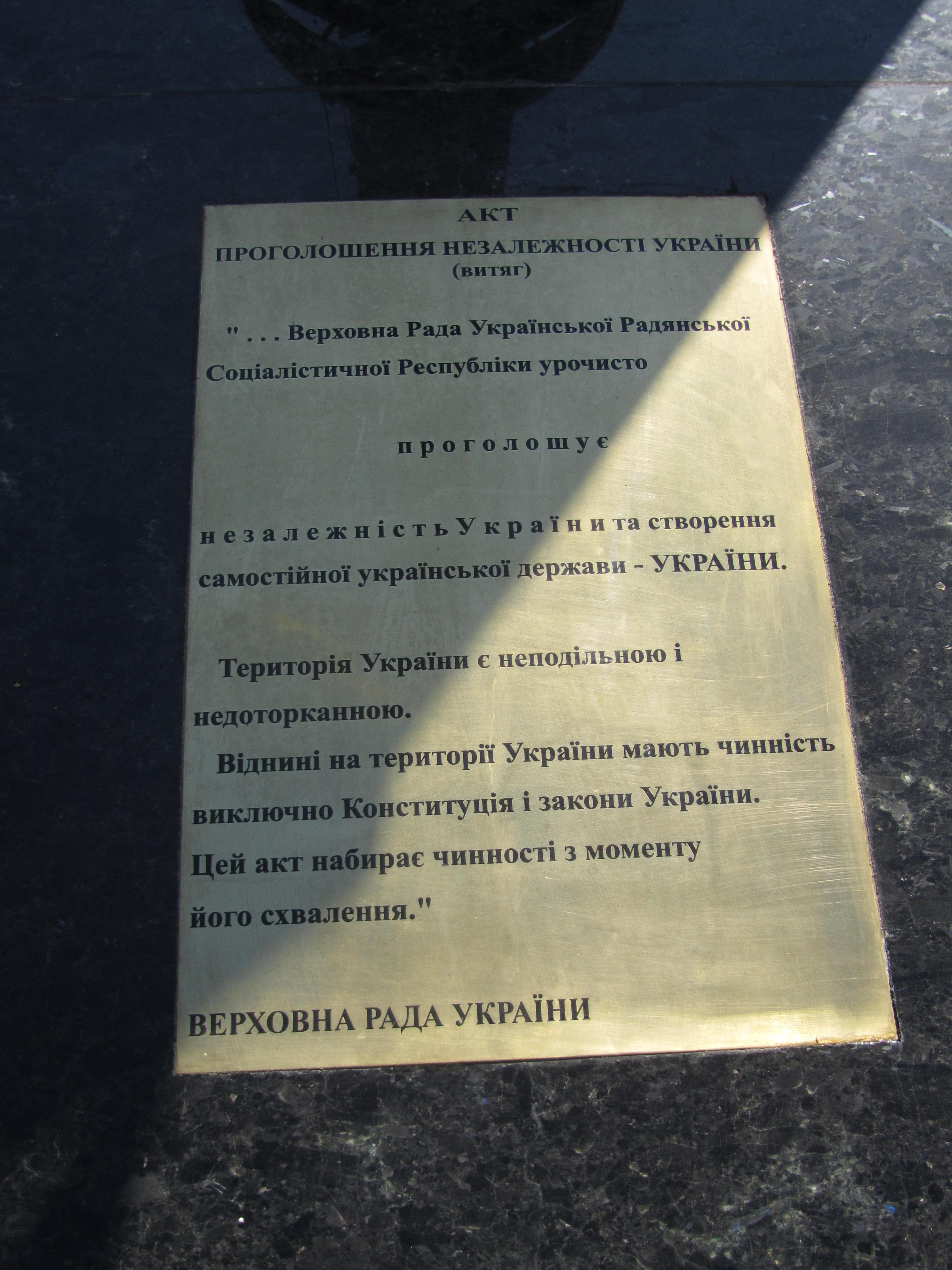
Fragment de l'Acta de Declaració d'Independència d'Ucraïa. Zmiiv, óblast de Khàrkiv.

El mateix 24 d'agost, el parlament va convocar un referèndum de suport a la Declaració d'Independència. La proposta de convocar el referèndum nacional va venir conjuntament dels líders de l'oposició del Bloc Democràtic Íhor Iukhnovski i Dmitrò Pavlitxko. El Parlament també va votar a favor de la creació d'una guàrdia nacional d'Ucraïna, i va adjudicar-se la jurisdicció sobre totes les forces armades situades al territori ucraïnès. A part d'una multitud sorollosa que s'havia reunit a l'edifici del Parlament, els carrers de Kíev eren tranquils aquell dia, amb pocs signes de celebració oberta.
En els dies següents, es van aprovar una sèrie de resolucions i decrets: nacionalitzant tots els béns de la PCU i lliurar-los al Soviet Suprem i als consells locals; emetre una amnistia per a tots els presos polítics; suspendre totes les activitats de la PCU i congelar els seus actius i els comptes bancaris a l'espera de les investigacions oficials sobre una possible col·laboració amb els colpistes de Moscou. També es va crear la creació d'una comissió d'investigació sobre el comportament oficial durant el cop d'estat, i l'establiment d'un comitè sobre qüestions militars relacionades amb la creació d'un Ministeri de Defensa d'Ucraïna.
El 26 d'agost de 1991, el representant permanent de la República Socialista Soviètica d'Ucraïna (RSS U) a les Nacions Unides (n'era un membre fundador de les Nacions Unides), Hennadi Udovenko, va informar l'oficina del secretari general de les Nacions Unides que la seva missió permanent a aquesta assemblea internacional seria oficialment designada com a representant d'Ucraïna. Aquell mateix dia, el Ispolkom (comitè executiu) de Kíev també va votar per retirar tots els monuments dels herois comunistes dels llocs públics, inclòs el monument a Lenin a la plaça central de la Revolució d'Octubre. El comitè va decidir que la gran plaça passaria a anomenar-se Maidan Nezalezhnosti (plaça de la Independència), igual que l'estació central de metro que hi havia a sota.
Dos dies després, més de 200.000 habitants de Lviv i la seva província (oblast) de Lviv van declarar la seva disposició per servir a la guàrdia nacional.
En el referèndum d'independència de l'1 de desembre de 1991, el poble d'Ucraïna va expressar un suport profund i ampli a l'Acta de Declaració d'Independència, amb més del 90% dels vots a favor i el 82% de l'electorat participant. El referèndum va tenir lloc el mateix dia de les primeres eleccions presidencials directes d'Ucraïna. Els sis candidats presidencials van donar suport a la independència i van fer campanya pel «sí». L'aprovació del referèndum va posar fi a qualsevol possibilitat realista que la Unió Soviètica romangués unida fins i tot a una escala limitada. Ucraïna havia estat durant molt de temps el segon lloc després de Rússia en poder econòmic i polític dins la Federació de Repúbliques Soviètiques.
Una setmana després de les eleccions, el nou president elegit Leonid Kravchuk es va unir als seus homòlegs rus i belarús, Borís Ieltsin i Stanislav Shushkevich, respectivament, per signar els Acords de Belavezha, que declaraven que la Unió Soviètica havia deixat d'existir. La dissolució de la Unió Soviètica es va produir el 26 de desembre.
Des de 1992, el 24 d'agost se celebra a Ucraïna com el Dia de la Independència.

## Reconeixement internacional
Polònia i el Canadà van ser els primers països a reconèixer la independència d'Ucraïna, tots dos el 2 de desembre de 1991. El mateix dia 2 es va informar durant l'emissió al vespre del telenotíciesVesti que el president de la República Socialista Federativa de Rússia, Borís Ieltsin, havia reconegut la independència d'Ucraïna.
Els Estats Units ho van fer el 25 de desembre de 1991. Aquell mes, la independència d'Ucraïna va ser reconeguda per 68 estats i el 1992 va ser reconeguda per altres 64 estats.
El gener de 1992, el president dels Estats Units, George H. W. Bush, va aprovar un programa de suport humanitari nord-americà a l'URSS i Ucraïna, supervisat pel secretari de Defensa.

## Text de l'Acta d'Independència
| «                                          | Acta de Declaració d'Independència d'Ucraïna - En vista del perill mortal que envolta Ucraïna en relació amb el cop d'estat a l'URSS el 19 d'agost de 1991, - Continuant la tradició mil·lenària de desenvolupament estatal a Ucraïna, - Partint del dret d'una nació a l'autodeterminació d'acord amb la Carta de les Nacions Unides i altres documents jurídics internacionals, i - Aplicació de la Declaració de Sobirania de l'Estat d'Ucraïna, la Rada Suprema de la República Socialista Soviètica d'Ucraïna declara solemnement la creació d'Ucraïna i la creació de l'estat ucraïnès independent ,UCRAÏNA. El territori d'Ucraïna és indivisible i inviolable.. A partir d'avui, només la Constitució i les lleis d'Ucraïna són vàlides al territori d'Ucraïna.. Aquesta llei entrarà en vigor en el moment de la seva aprovació. | » |
| — Rada Suprema d'Ucraïna, 24 Agost de 1991 | |   |